# Corrib

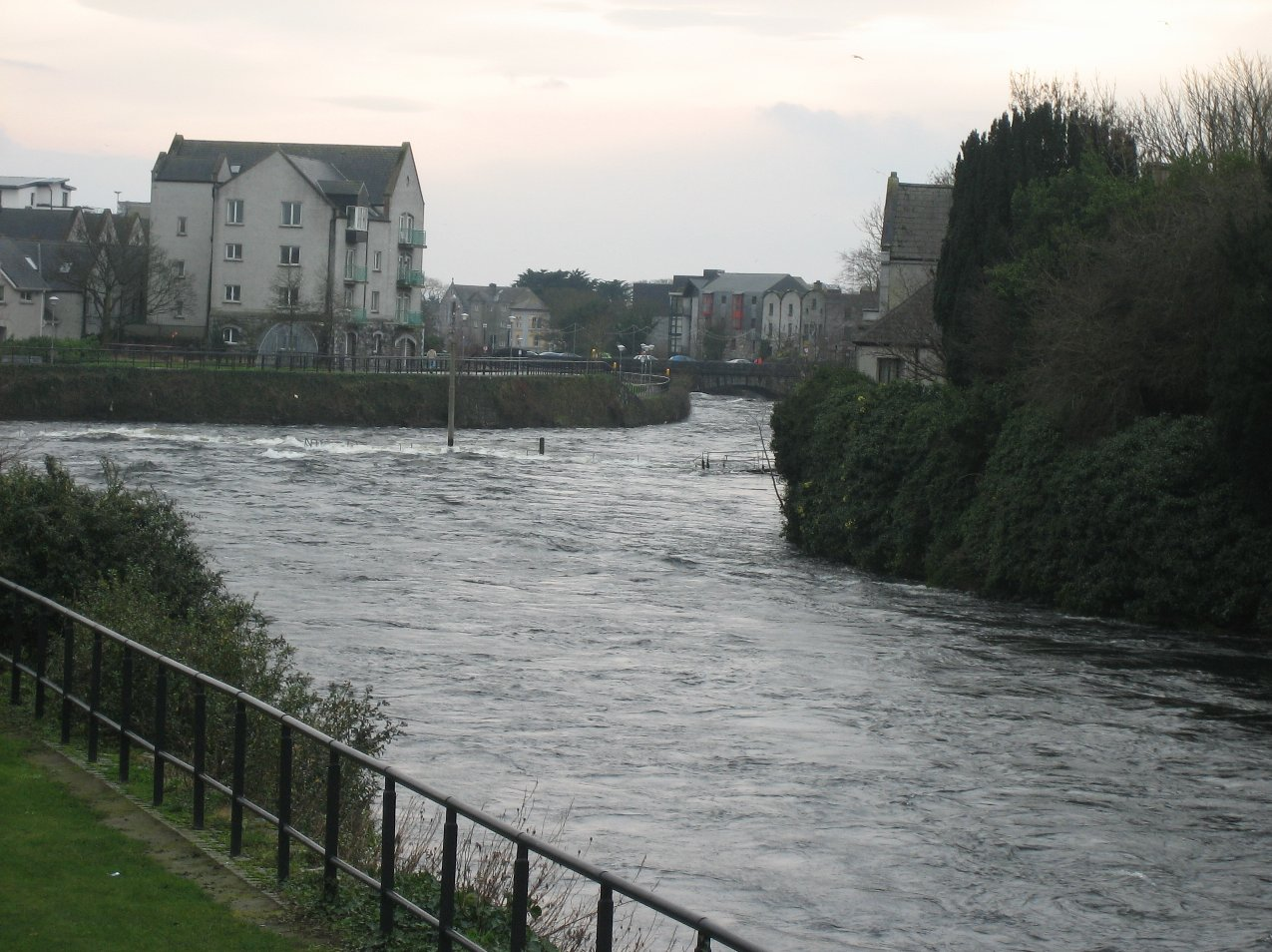
De Corrib bij Salmon Weir Bridge in Galway

De Corrib (Iers: Abhainn na Gaillimhe) is een rivier in het westen van Ierland. De rivier stroomt van Lough Corrib door de stad Galway naar de Baai van Galway. Het is een van de kortste rivieren in Europa, vanaf Lough Corrib tot de baai is het slechts zes kilometer.

## Naam
De Ierse naam zou in het Nederlands Galway-rivier zijn. Volgens de overlevering is de rivier vernoemd naar Gailleamh, de dochter van een stamhoofd van de legendarische Fir Bolg, die zou zijn verdronken in de rivier. Gaillimh betekent waarschijnlijk "stenig" als in een "stony river". De naam Gaillimh was oorspronkelijk de naam voor de rivier, later werd het ook de naam voor de stad. De oudste nederzetting ter plaatse was bekend als Dún Bhun na Gaillimhe, oftewel "de stad aan het einde van de Galway rivier".